# Springhöns
Springhöns (Turnicidae) är en liten familj med fåglar som liknar, men är obesläktade med, vaktlar. Istället är de en del av ordningen vadarfåglar.

## Utseende och fältkännetecken
Springhöns är små, vaktelliknande, gulbruna, fåglar som oftast springer istället för att flyga. 

## Levnadssätt
Fåglarna lever i varma biotoper med gräsmark i Australien, Asien, Afrika och sydvästra Europa. De uppvisar så kallad omvänd könsordning där honan har kraftfullast färgad fjäderdräkt och är den som uppvaktar hanen. Sällan förekommande lever de polyandriskt, där honan har flera hanar och förvisar rivaliserande honor från sitt territorium. Båda könen bygger boet i marken men det är bara hanen som ruvar äggen och tar hand om ungarna. Äggen kläcks efter i genomsnitt tolv till 13 dagar och ungarna blir flygga efter ytterligare cirka två veckor.

## Taxonomi
Springhöns var traditionellt placerade i Gruiformes med tran- och rallfåglar eller i Galliformes med hönsfåglarna. I Sibley-Ahlquists taxonomi upphöjdes de till den egna ordningen Turniciformes som basala gentemot andra arter inom Neoaves. Data från studier av morfologi, DNA-DNA hybridisering och DNA-sekvenser tyder dock på att springhöns egentligen tillhör vadarfåglar (Charadriiformes). 
De verkar tillhöra en mycket gammal grupp inom denna ordning, vilket stärks av molekylär data och att man funnit springhönsliknande fossil, som placerats i släktet Turnipax, från tidig oligocen.

## Namn
Länge behandlades det vetenskapliga släktnamnet Turnix som om det vore femininum men David & Gosselin (2002b) visade att Turnix är maskulinum vilket resulterar i att exempelvis springhönans artepitet är sylvaticus och inte sylvatica.

## Arter i familjen
Artindelning efter IOC, svenska namn enligt Birdlife Sverige.
- Släkte: Ortyxelos
  - Lärkspringhöna (Ortyxelos meiffrenii)
- Släkte: Turnix
  - Springhöna (Turnix sylvaticus)
  - Luzonspringhöna (Turnix worcesteri)
  - Sumbaspringhöna (Turnix everetti)
  - Kapspringhöna (Turnix hottentottus)
  - Savannspringhöna (Turnix nanus)
  - Gulfotad springhöna (Turnix tanki)
  - Bandad springhöna (Turnix suscitator)
  - Madagaskarspringhöna (Turnix nigricollis)
  - Fläckig springhöna (Turnix ocellatus)
  - Svartbröstad springhöna (Turnix melanogaster)
  - Brokspringhöna (Turnix varius)
  - Nyakaledonienspringhöna (T. novaecaledoniae) – möjligen utdöd
  - Rostryggig springhöna (Turnix castanotus)
  - Rödbröstad springhöna (Turnix pyrrhothorax)
  - Gråryggig springhöna (Turnix maculosus)
  - Mindre springhöna (Turnix velox)
  - Beigebröstad springhöna (Turnix olivii)